# Queanbeyan
Queanbeyan är en ort i delstaten New South Wales i Australien. Det bodde cirka 34 000 personer i Queanbeyan vid folkräkningen 2006. Det är 15 kilometer mellan Queanbeyan och huvudstaden Canberra. Namnet Queanbeyan kommer från aboriginernas ord för klart vatten. Kända personer från staden är Mark Webber och skådespelaren George Lazenby.